# 開興
開興（かいこう）は、金の哀宗の治世で用いられた元号。1232年。
- 元年1月19日：改元。
- 元年4月14日：「天興」と改元。

## 西暦・干支との対照表
| 開興 | 元年   |
| 西暦 | 1232年 |
| 干支 | 壬辰   |

| 前の元号 正大 | 中国の元号 金 | 次の元号 天興 |